# 闊闊朮
闊闊朮（?—?），克烈土别燕氏（拓跋氏）人，元朝将领。按扎儿的孙子，拙赤哥的儿子。
闊闊朮担任御史台都事。至元三十一年（1295年），国王速浑察之孙硕德已死，家中有故玺，将要卖出，命闊闊朮给中丞崔彧、御史杨桓看，辨识其文：“受命于天，既寿永昌”，认为是秦朝的传国玉玺。崔彧献给太子妃阔阔真（徽仁裕圣皇后），赐给硕德家钞二千五百贯，赐闊闊朮金织文缎二。元成宗嗣位，任命他为佥汉中道廉访司事，官至湖南廉访使。